# Adléta Míšeňská
Adléta Míšeňská (po 1160 – 2. února 1211), první manželka krále Přemysla I., pocházela z rodu míšeňských markrabat Wettinů a byla dcerou markraběte Oty II. Míšeňského.

## Manželka Přemysla Otakara I.
Adléta se narodila nejspíš v roce 1160 a se svým manželem se seznámila v době vyhnanství od trůnu odstrčeného Přemysla. Svatba proběhla patrně v roce 1180.
Krátce po svatbě se mladí manželé mohli vrátit do Čech, kde se vlády ujal Přemyslův nevlastní bratr Bedřich. Za jeho vlády zastával Přemysl významnou pozici zvláště v českém vojsku, zvítězil nad moravským knížetem Konrádem Otou v bitvě u Loděnice a po Bedřichově smrti a odstoupení knížete Václava z trůnu byl roku 1192 nastolen na pražský stolec. Již v létě 1193 však byl Přemysl sesazen a donucen i se svou rodinou (jež se kromě syna rozrostla o tři dcery) k opětovnému exilu.

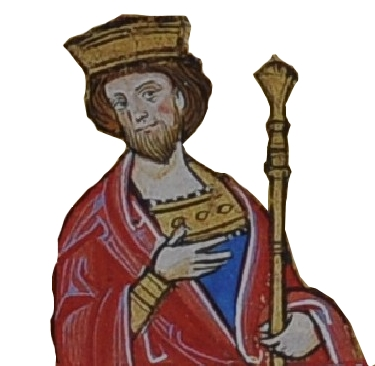
Přemysl Otakar I. (soudobá iluminace)

Adléta s dětmi se vrátila do Míšně ke svému bratrovi. Pravděpodobně v této době došlo mezi manželi k odcizení, které se Přemysl rozhodl řešit rázným způsobem.

## Královny Adléta a Konstancie
V roce 1197 se Přemyslovi podařilo znovu získat knížecí stolec. Po přibližně dvacetiletém manželství snad roku 1198 zapudil svou ženu Adlétu. Jako formální důvod k rozvodu posloužil Přemyslovi čtvrtý stupeň příbuzenství. Podle některých historiků (Novotný, Žemlička) to byla Přemyslova „nespoutaná smyslnost“, podle jiných (Vaníček) pak prestiž, potvrzení královských ambicí a snaha o založení nové královské rodiny. Poněkud zvláštní je zavržení již dospělého syna Vratislava. Přemyslovi bylo té době již minimálně čtyřicet let a svým činem riskoval, že přijde o dědice.
Novou Přemyslovou manželkou se roku 1199 stala Konstancie, sestra uherského krále Emericha. Adléta požádala papeže Inocence III. o ochranu svého manželství a zajištění nástupnických práv pro syna Vratislava. Spolu se svými dětmi odešla ke svému bratru Ditrichovi a strýci Dedovi a ve Wettinech tak získal Přemysl nesmiřitelné nepřátele. Téhož roku se papež ve svém listu francouzskému kléru zmínil o „českém vévodovi“, který stejně jako francouzský král Filip II. August zapudil svou ženu a přijal cizoložnici.

## Rozluka manželství

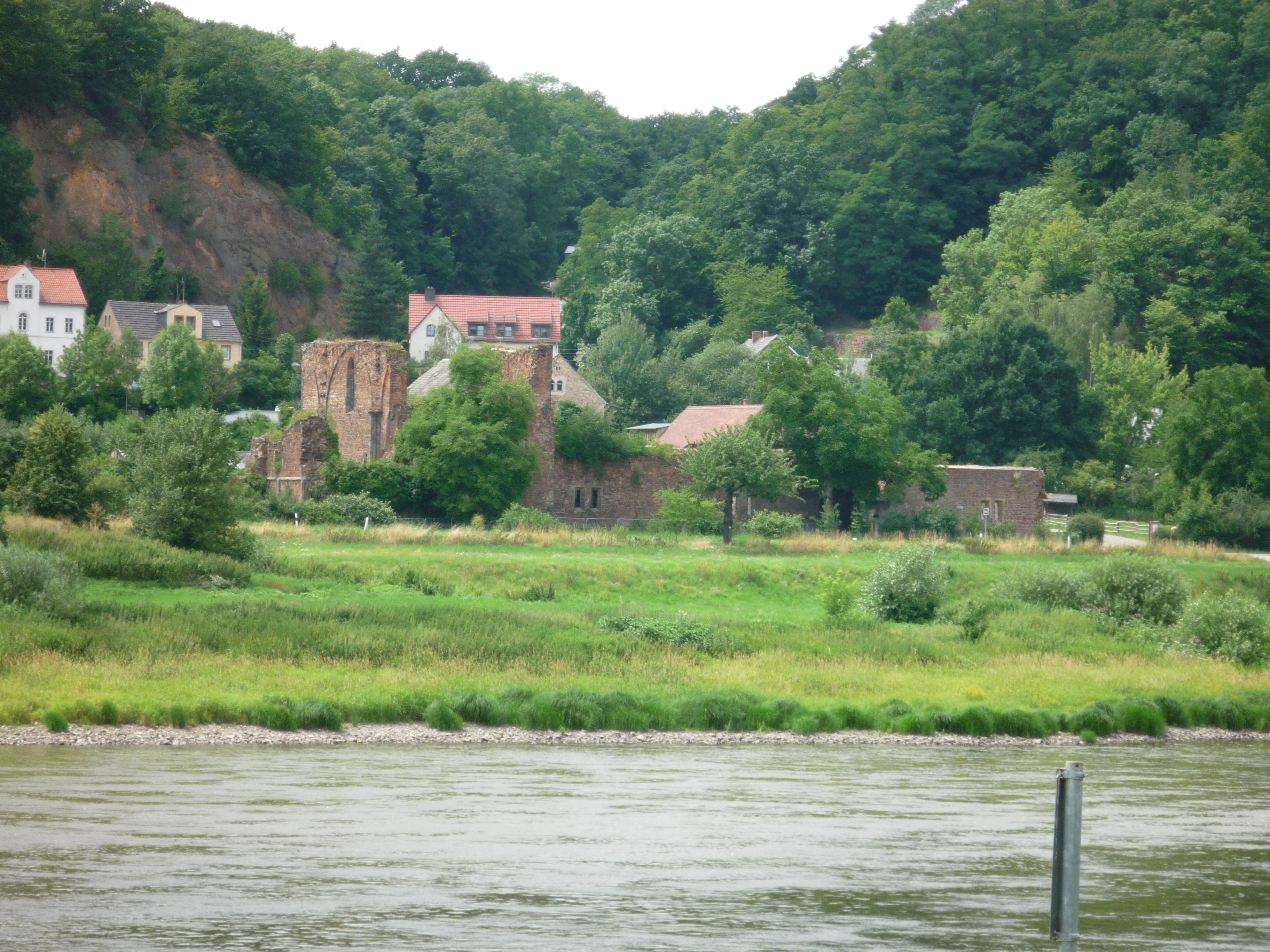
Ruiny kláštera sv. Kříže v Míšni

Adléta se ještě nakrátko v letech 1204–1205 vrátila jako kněžna do Prahy, ale jednalo se jen o římským králem Filipem Švábským vynucené politické rozhodnutí. V roce 1205 Přemysl provdal svou a Adlétinu dceru Markétu za dánského krále Valdemara II. Ještě v průběhu roku 1205 porodila Konstancie Uherská syna Václava a král opětovně zapudil Adlétu, aniž bral ohled na potíže, které si tím mohl způsobit. Papež roku 1206 zahájil nový proces proti „nevhodnému“ manželství a Přemysl byl pro svou neposlušnost uvržen do církevní klatby.
Adléta zemřela v roce 1211. Inocenc III. nakonec legitimoval všechny královy děti z obou manželství a tím uznal svazek s Konstancií.
Počátkem 21. století se Adléta stala jednou z postav historických románů spisovatelky Ludmily Vaňkové Příběh mladšího bratra, Kdo na kamenný trůn a Cestou krále. V roce 2011 vydal spisovatel Vlastimil Vondruška první díl tetralogie Přemyslovská epopej nazvaný Velký král Přemysl I. Otakar, na jehož stránkách Adléta Míšeňská patří k protagonistům této historické fresky.

## Potomci
- Vratislav (před 1181 – po 1225)
- Markéta/Dagmar Dánská (1186? – 1213), královna dánská

∞ 1205 Valdemar II. Dánský
- Božislava

∞ Jindřich I. z Ortenburgu
- Hedvika